# Prawa Henryka VIII
Prawa Henryka VIII (ang. Henry VIII clauses) – pojęcie charakterystyczne dla brytyjskiego systemu prawnego, klauzula zawierana w danej ustawie przygotowanej przez rząd i umożliwiająca mu uchylanie lub nowelizowanie ustawy już po jej uchwaleniu przez Parlament za pomocą aktów prawnych niższego rzędu bez kontroli ze strony Parlamentu.
Nazwa tego rodzaju klauzuli pochodzi od Aktu Proklamacji przez Koronę z 1539 r., który dał królowi Henrykowi VIII możliwość stanowienia prawa w drodze proklamacji.